# Hiroshi Ohashi
Hiroshi Ohashi (大橋 浩司 Ohashi Hiroshi?,  nacido el 27 de octubre de 1959 en Iga) es un exfutbolista japonés y entrenador de fútbol.
Dirigió a selección femenina de fútbol de Japón en Copa Mundial Femenina de Fútbol de 2007.

## Clubes

### Como entrenador
| Club                                  | País     | Año         |
| ------------------------------------- | -------- | ----------- |
| Albirex Niigata Singapore             | Singapur | 2004        |
| Selección femenina de fútbol de Japón | Japón    | 2004 - 2007 |